# Frankenburg am Hausruck
Frankenburg am Hausruck – gmina targowa w Austrii, w kraju związkowym Górna Austria, w powiecie Vöcklabruck. 1 stycznia 2015 liczyła 4841 mieszkańców.